# Plectopyloidea
Die Plectopyloidea sind eine Überfamilie der Schnecken aus der Unterordnung der Landlungenschnecken (Stylommatophora). Die Vertreter der Überfamilie sind in Südasien und Südostasien beheimatet. Die ältesten fossilen Vertreter stammen aus dem Eozän von Südchina (Hebei).

## Merkmale
Die Gehäuse sind rechts- oder linksgewunden und relativ klein. Sie sind stark abgeflacht bis nahezu flach. Die Mündung ist mit Zähnen, umgebogenen und gewellten Mündungsrändern recht komplex. Der Kiefer ist relativ dünn und senkrecht gestreift. Er kann auch einen medianen Vorsprung aufweisen. Im zwittrigen Genitalapparat weist der Penis an der Innenwand eine wabenähnliche Struktur auf, die aus Knoten besteht. Ein Epiphallus kann vorhanden sein oder auch fehlen. Das Flagellum ist dagegen immer rudimentär oder fehlt ganz. Der Samenleiter (Vas deferens) liegt nicht am Penis an. Der Stiel der Spermathek ist relativ lang und ist an der Basis nicht oder nur wenig verbreitert.

## Geographische Verbreitung und Lebensweise
Die Plectopyloidea sind in Tibet, Nepal, Indien und Sri Lanka, in Südostasien (Myanmar, Laos, Vietnam, China und Südjapan (Ryukyu-Inseln)) sowie im südwestlichen Afrika verbreitet. 

## Systematik
Die Überfamilie Plectopyloidea wird von Schileyko (1999) in zwei Familien (Corillidae und Plectopylidae) untergliedert, Bouchet und Rocroi (2005) ordnen drei Familien zu. 
- Überfamilie Plectopyloidea Moellendorff, 1898
  - Familie Plectopylidae Moellendorff, 1898
  - Familie Corillidae Pilsbry, 1905
  - Familie Sculptariidae Degner, 1923

Die Familie Sculptariidae wird von Schileyko (1999) zur Überfamilie Acavoidea gestellt.